# João Goto
João Goto es una localidad caboverdiana del municipio de São Lourenço dos Órgãos.

## Geografía
La localidad está situada en la isla Santiago.

## Organización territorial
La localidad abarca los lugares y barrios de:
- Alto Casa Naia (Cutelo Marques)
- Covão Lopes
- Cutelo Tavares
- Gaspar Vaz
- Mato Novo
- Subida Velho